# Mike Varney
Mike Varney (Novato, California, 29 de octubre de 1957) es un músico, productor discográfico, editor musical y empresario estadounidense, conocido por ser dueño y fundador de The Shrapnel Label Group, que incluye los sellos discográficos Shrapnel, Tone Center y Blues Bureau International. Además, es propietario del 50% del sello neoyorkino Magna Carta Records.
A menudo es considerado como el responsable de popularizar a los guitarristas de shred que aparecieron a mediados de los años 1980 y su sello discográfico es citado como uno de lo más importantes para ese género. Durante su carrera como productor se ha especializado en los géneros heavy metal, hard rock, speed metal, jazz, jazz fusion, blues, blues rock, metal neoclásico y rock instrumental, principalmente.

## Biografía

### Primeros años
Nació y creció en la ciudad de Novato (California), localizada al norte del Área de la Bahía de San Francisco. Enfocado con crear su propio sello discográfico, a fines de la década de los setenta se unió como bajista en la banda de punk rock The Nuns, con la idea de juntar dinero para costear su anhelado sueño. La agrupación era por ese entonces muy popular en dicha área, ya que generalmente llenada los clubes en los que se presentaban, sin embargo su paso por la banda solo duró un año. En 1980 y junto a algunos músicos de la zona como Jeff Pilson y Marty Balin, coescribió y lanzó un disco como Rock Justice donde tocó el bajo, los teclados y la guitarra, además cantó en dos de sus temas. Luego de no obtener un éxito comercial con su disco fundó la banda Cinema, que al igual que el anterior no logró el apoyo de las casas discográficas estadounidenses.

### Shrapnel Records y carrera posterior
En 1980 y con 22 años de edad fundó Shrapnel Records, considerado como el primer sello dedicado cien por ciento al heavy metal por aquel entonces, cuyo objetivo principal era apoyar a las nuevas bandas y músicos de metal y hard rock. El primer disco que produjo fue Unsung Guitar Heroes II de la banda Vixen en 1980, que más tarde se hicieron conocidos como Hawaii. En 1982 comenzó a escribir una columna llamada «Spotlight» en la revista Guitar Player, que sirvió como vehículo para los futuros nuevos talentos, ya que los lectores tenían la posibilidad de enviarle sus demos. La gran mayoría de los guitarristas que enviaron sus canciones eran incluidos en la columna mensual de Varney y si él consideraba que tenían talento podían ser contratados por su sello discográfico.
Uno de los primeros guitarristas en llamar la atención de Varney fue Yngwie Malmsteen, que previamente en 1981 ya había escuchado un demo de él por intermedio de un amigo. En febrero de 1983 publicó su columna sobre el músico sueco y al poco tiempo después lo invitó a Estados Unidos para que fuera parte del catálogo de Shrapnel. Con su apoyo Malmsteen ingresó a la banda Steeler con solo 19 años y en 1983 publicaron el álbum homónimo, que por ese entonces fue el disco más vendido del sello. Durante los siguientes años produjo algunos discos de agrupaciones de speed metal, heavy metal, hard rock y glam metal como Chastain, Cacophony, Racer X, W.A.S.P. y Great White. Además tanto él como su sello se convirtieron en los principales artífices del auge del metal neoclásico, ya que apoyó a varios guitarristas como Vinnie Moore, Yngwie Malmsteen, Jason Becker, Greg Howe, Marty Friedman y Richie Kotzen, entre muchos otros.

### La expansión musical
Con la llegada de los años 1990 decidió ampliar su negocio musical y para ello fundó Blues Bureau International, sello destinado a artistas de blues y blues rock. Con los años ha publicado varios discos de artistas como Pat Travers, Rick Derringer, Eric Gales, Scott Henderson, Glenn Hughes, Marc Ford y Joe Louis Walker, entre muchos otros. Seis años más tarde creó su tercer sello Tone Center Records, para enfocarse en los estilos jazz, jazz rock y jazz fusión, con el cual ha trabajado con artistas como Steve Morse, Eric Johnson, Warren Haynes, Victor Wooten y Mike Stern.
En noviembre de 2015 el catálogo clásico de Shrapnel Records fue adquirido por la compañía The Orchard, que permitirá que sus álbumes sean distribuidos en los medios de descargas legales o por vía streaming. Junto a ello, Varney comentó que este negocio servirá para que la tercera parte de todo su catálogo sea remasterizado digitalmente por primera vez en su historia.

## Lista de artistas
A continuación una lista parcial de artistas con las cuales ha trabajado, ya sea como productor o como propietario de The Shrapnel Label Group.
| - Anthony Jackson - Bill Frisell - Biréli Lagrène - Brides of Destruction - Cacophony - Craig Goldy - Dennis Chambers - Derek Taylor - Eric Johnson - Frank Gambale | - George Lynch - Great White - Greg Howe - Jake E. Lee - Jason Becker - Kai Eckhardt - Larry Coryell - Marc Rizzo - Marty Friedman - Michael Schenker | - Racer X - Richie Kotzen - Ron Keel - Scott Henderson - Steeler - Steve Morse - Tony MacAlpine - Vinnie Moore - W.A.S.P. - Yngwie Malmsteen |